# Фест (судебный округ)
Фест (нем. Vest) — обозначение суда (гогерихта) в средневековой западной части Германии, а также подсудной ему территории.
В раннее Средневековье слово vest (или fest) обозначало также такие понятия, как законность и подсудность. Фесты, как судебно-территориальные образования на землях исторической Вестфалии в XI—XIX следует назвать:
- Фест Борнефельд
- Фест Гуммерсбах
- Фест Лимбург
- Фест Люденшайд
- Фест Лютцингхаузен
- Фест-Рекклингхаузен.

В настоящее время, несмотря на давно утраченный исторический и практический смысл самого понятия, в обращении вплоть до официального сохранился термин Фест Реклингхаузен, несмотря на тот факт, что ещё в 1816 году он как административно-судебная территориальная единица был заменён на округ (Kreis) Реклингхаузен.